# Numero di massa

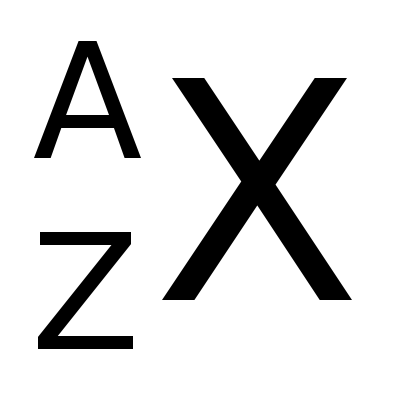
A - Numero di massa

Il numero di massa (indicato con A, dalla parola tedesca Atomgewicht [peso atomico], per quanto sia simile ma diverso dalla massa atomica relativa mA) è pari al numero di nucleoni (neutroni e protoni) presenti nel nucleo di un atomo.
Quando di un elemento si vuole specificare il numero di massa, lo si scrive in alto (in posizione apice), a sinistra del simbolo chimico. Ad esempio, per l'atomo del carbonio con numero di massa 12, si rappresenta la somma dei suoi 6 protoni e dei rispettivi 6 neutroni: 12C. Nuclidi diversi con lo stesso numero di massa vengono detti isobari: un esempio di nuclidi isobari è costituito dal 12C e dal 12B.

## Numero di massa e massa dei nucleoni
Poiché le masse di neutroni e protoni non legati sono circa pari a 1 uma, in prima approssimazione il valore del numero di massa può essere considerato uguale in termini numerici al valore della somma delle masse in uma dei neutroni e dei protoni. Sebbene tali valori siano quasi identici numericamente, non è però corretto esprimere il numero di massa in termini di massa in uma di neutroni + protoni, in quanto il numero di massa è un numero adimensionale, mentre la massa di neutroni e protoni non è un numero adimensionale (infatti ha le dimensioni di una massa).
Inoltre, il numero di massa è sempre identificato da un numero naturale (cioè un numero intero positivo), mentre la massa dei nucleoni in uma, che possiamo approssimare alla massa atomica (essendo la massa degli elettroni trascurabile rispetto alla massa dei nucleoni), è rappresentata da un numero reale. Ad esempio la massa atomica del 24Mg è pari a circa 23,985 uma, mentre il suo numero di massa è pari a 24.